# Шведов, Николай Иванович
Николай Иванович Щведов (17 (29) октября 1897, деревня Кокаурево, Костромская губерния, Российская империя — 1972 Ярославль) — советский военачальник, военный лётчик, участник Первой мировой, Гражданской и Великой Отечественной войн, командир истребительных авиационных соединений ПВО, полковник (29.05.1937).

## Биография
Николай Иванович Шведов родился 17 (29) октября 1897 года в деревне Кокаурево Чухломского уезда Костромской губернии Российской империи. Русский.
В Русской императорской армии с мая 1916 года, в Красной гвардии — с октября 1917 года, в Красной армии с февраля 1917 года.
Окончил 6-ти месячные теоретические авиационные курсы учлетов при дивизионе воздушных кораблей «Илья Муромец» в городе Сарапул Вятской губернии в 1920 году, Московскую авиационную школу военных летчиков, курс практических полетов по классу бомбардировщиков в 1921 году, Высшую школу воздушной стрельбы и бомбометания Московского военного округа в 1923 году, курсы усовершенствования начальствующего состава при Военно-воздушной академии РККА имени профессора Н.Е Жуковского в 1929 году, Высшую летно-тактическую школу в Липецке в 1935 году, курсы усовершенствования начальствующего состава при Военной академии командного и штурманского состава ВВС Красной армии в 1943 году.
В Первую мировую войну Н. И. Шведов 15 мая 1916 года призван на военную службу и зачислен в 176-й пехотный запасной полк в городе Красное Село. В конце июля переведен в эскадру воздушных кораблей «Илья Муромец». До осени работал столяром в мастерской эскадры, в конце сентября направлен на Западный фронт в 3-й боевой отряд эскадры воздушных кораблей «Илья Муромец», который базировался в имении Станьково западнее Минска. Летом с отрядом воевал на Юго-Западном фронте, затем вновь вернулся на Западный фронт. После Февральской революции произведен в младшие унтер-офицеры.
После Октябрьской революции перешел сначала в Красную гвардию, а затем в феврале 1918 года в Красную армию. Проходил службу в 3-м боевом отряде до декабря 1919 года, после чего переведен в Липецк во вновь формируемый дивизион воздушных кораблей «Илья Муромец», где исполнял должность старшего сборщика-регулировщика воздушных кораблей.
В начале 1920 года с дивизионом перебазировался в город Сарапул Вятской губернии, где окончил дивизионные курсы учлетов, после чего направлен в Московскую авиационную школу военных летчиков для обучения практическим полетам. В мае 1921 года окончил курс практических полетов по классу бомбардировщиков и назначен во 2-ю отдельную разведывательную авиаэскадрилью Западного фронта. В 1923 году находился на учёбе в Высшей школе воздушной стрельбы и бомбометания Московского военного округа, затем вернулся а эскадрилью. В октябре 1924 года назначен летчиком в эскадрилью «Дальневосточный ультиматум» в Спасске. В октябре 1928 года с должности командира звена 6-го корпусного авиаотряда направлен на курсы усовершенствования начальствующего состава при Военно-воздушной академии РККА имени профессора Н.Е Жуковского. По их окончании в апреле 1929 года назначен командиром отряда 32-й легкобомбардировочной авиаэскадрильи ВВС Северо-Кавказского военного округа в Новочеркасске.
С мая 1931 года — командир 9-го отдельного корпусного авиаотряда в Ростове-на-Дону. В мае назначен там же командиром 2-й тяжелобомбардировочной авиаэскадрильи 21-й тяжелобомбардировочной авиабригады. С декабря 1934 года поступил в Высшую летно-тактическую школу в Липецке, затем вернулся на прежнюю должность. В июне 1938 года — врид командира 7-й тяжелобомбардировочной авиабригады в составе 3-й авиационной армии особого назначения в Запорожье. С октября 1940 года — заместитель командира 9-й смешанной авиационной дивизии ВВС Западного Особого военного округа в Белостоке. В мае 1941 года назначен заместителем командующего Западной зоной ПВО по истребительной авиации.
С началом войны полковник Шведов — заместитель начальника Управления ПВО Западного фронта. Участвовал в приграничном сражении, затем в Смоленском сражении. В начале января 1942 года назначен командиром 101-й истребительной авиационной дивизии ПВО в составе ВВС Юго-Западного фронта.
В июне 1942 года назначен командиром 141-й истребительной авиационной дивизии ПВО в Куйбышеве. В конце декабря 1942 года направлен на курсы усовершенствования начальствующего состава при Военной академии командного и штурманского состава ВВС Красной армии в Чкалов. По их окончании назначен начальником 21-й военной авиационной школы пилотов первоначального обучения Грузинской ССР.
После войны в той же должности. Продолжал службу в авиационных соединениях ВВС и ПВО. С марта 1951 года исполнял должность помощника начальника штаба — начальника командного пункта 100-й истребительной авиационной дивизии ПВО 56-го истребительного авиационного корпуса ПВО 52-й воздушной истребительной армии ПВО. 
В августе 1953 года уволен в запас.

## Награды
- Орден Ленина[1];
- 3 ордена Красного Знамени[1];
- орден Отечественной войны II степени[1];
- Медали[1].